# Minkowski (krater)

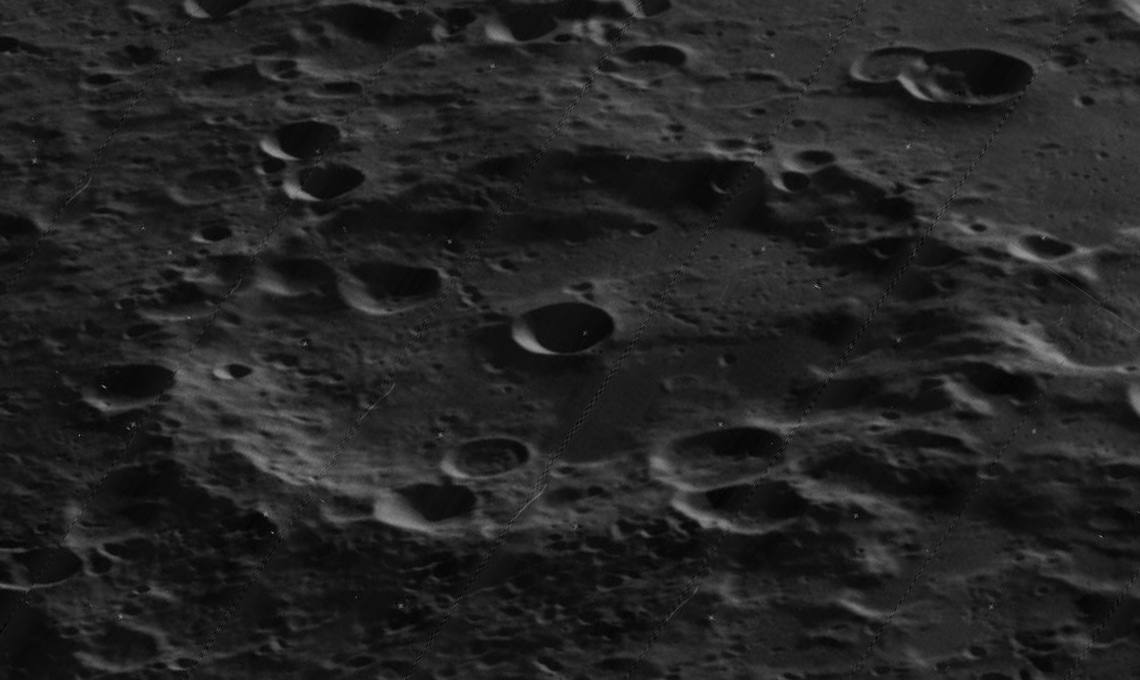
Afbeelding afkomstig van de Oblique Lunar Orbiter 5

Minkowski is een krater aan de achterkant van de maan, op de lagere breedtegraden van het zuidelijk halfrond. De maankrater ligt ongeveer één kraterdiameter ten noord-noordoosten van krater Lemaître, een formatie met een vergelijkbare dimensie. Ten noordwesten van Minkowski ligt de ondergelopen krater Baldet, en ten zuidoosten de krater Fizeau.
De buitenrand van Minkowski is zwaar geërodeerd en vormt niet meer dan een onregelmatige cirkelvormige nok in het oppervlak. Talloze kraters liggen op de rand, de meest prominente zijn twee paren langs de oostelijke rand. Het binnenoppervlak van de krater is relatief vlak, met een donkere vlek in het noordoostelijke kwadrant die kenmerkend is voor een met lava overstroomd oppervlak. Er is een kleine komvormige krater die prominent in het midden staat. Minkowski 'S' ligt langs de zuidwestelijke rand van de vloer. Enkele kleine kratertjes markeren het binnenoppervlak, vooral in het zuid-westenkwadrant.

## Satelliet kraters
Volgens internationale afspraken worden deze kenmerken op maankaarten geïdentificeerd door de letter aan de zijkant van het midden van de krater te plaatsen dat het dichtst bij Minkowski ligt.
| Minkowski | Breedtegraad | Lengtegraad | Diameter |
| --------- | ------------ | ----------- | -------- |
| S         | 56,1 ° S     | 145.6 ° W   | 13 km    |

## Maanatlassen
- Charles J. Byrne: The Far Side of the Moon, a photographic guide.
- Ben Bussey, Paul Spudis: The Clementine Atlas of the Moon, revised and updated edition.